# Gabriel Albertí
Gabriel Albertí Forner, (nacido el 8 de octubre de 1913 en Villafranca del Panadés, Barcelona y fallecido en el año 1989 en Madrid) fue un pintor español , jugador de baloncesto, entrenador, y dirigente deportivo .   

## Trayectoria deportiva
Se inicia en el mundo del baloncesto en las Escuelas francesas de Barcelona. Con 17 años ingresa en el segundo equipo de Laietà Basket Club. Después de la guerra civil española vuelve a formar parte del Laietà Basket Club y también juega al tenis. Llegó a formar parte también del Real Club Deportivo Español. Después de retirarse ejerció como entrenador en los equipos en los que jugó y en el Círcol Catòlic de Badalona, además de hacer colaboraciones en El Mundo Deportivo. Llegó a ser miembro de la Federación española de baloncesto, seleccionador de España durante 2 años (1959-1961) y presidente de la Federación Centro de Tenis.

## Faceta artística
Becado por el Liceo francés de Barcelona, estudia Bellas Artes y forma parte de una generación de pintores afincados en Madrid entre los que destacan Concha María Gutiérrez Navas, Rafael Pedrós, Javier Vilató  (sobrino de Picasso), Miguel Herreros, Carmen Maceín, Pancho Cossío, Gregorio Prieto y Rivas Lara. Es en el período de 1950 a 1980 cuando alcanza su máximo auge como pintor, creando obras de gran atractivo por su dominio del dibujo suelto y arrollador y desarrollando un estilo muy propio. Sus paisajes urbanos de audaz tallado impresionista y sus marinas comparadas con Dufy, son muestras de este gran pintor que pone de manifiesto la existencia de una escuela impresionista en el Madrid de los años 1960. Las portadas del diario ABC de las décadas de 1960 y 1970 son una muestra de ello. 